# 164701 Horanyi
164701 Horanyi è un asteroide della fascia principale. Scoperto nel 1998, presenta un'orbita caratterizzata da un semiasse maggiore pari a 2,3416776 au e da un'eccentricità di 0,1532469, inclinata di 1,40511° rispetto all'eclittica.